# Carne para la picadora
Carne para la picadora es el décimo disco (y decimocuarto lanzamiento) del grupo español La Polla Records. Este disco es el primero lanzado bajo el nombre de La Polla, debido a un fallo judicial iniciado en 1991 contra la agrupación.
Debido a dicho fallo, la discográfica Oihuka se niega seguir produciendo al grupo, por lo que pasan al sello GOR. También cambian de lugar de grabación, que antes era Elkar, y ahora es Lorentzo Records.

## Canciones
1. "Carne pa' la picadora" – 2:49
2. "Envidia cochina" – 3:39
3. "Amigo, si quieres currar" – 3:19
4. "Distorsión" – 3:54
5. "Tan sometido" – 3:20
6. "Quinta criminal" – 2:13
7. "Jodiana" – 2:40
8. "La solución final" – 3:24
9. "Incomunicado" – 2:19
10. "Sin salida" – 2:39
11. "Tan segura y natural" – 2:53
12. "Cara de perro" – 2:24
13. "Gol en el campo" – 2:38

## Personal
- Evaristo: Voz.
- Txarly: Guitarra solista, coros.
- Sume: Guitarra rítmica, coros.
- Abel: Bajo.
- Fernandito: Batería.

### Otros
- Zigor Leza: Coros en "Carne pa la picadora"
- Manolo Gil: Diseño de la portada
- Ernesto Morillo: Diseño de la portada.
- Jean Phocas: Técnico de grabación.

- Datos: Q5753028